# ماوريسيو غارسيا أراوغو
ماوريسيو غارسيا أراوغو (بالإسبانية: Mauricio García Araujo)‏ هو اقتصادي فنزويلي، ولد في 7 يوليو 1930 في ماراكايبو في فنزويلا، وتوفي في 13 ديسمبر 2012 في بونير في هولندا.